# Juan Garrido Canales
Juan Garrido Canales (Ossa de Montiel, 22 de novembre de 1966) és un exfutbolista i entrenador castellà. Com a jugador ocupava la posició de porter.

## Trajectòria
Va començar a destacar a les files de l'Eldense. El 1983 el fitxa el Reial Madrid. Amb els madridistes juga a l'equip juvenil i en el Castilla, però només juga un encontre amb el primer equip. És a la campanya 84/85, en la jornada en què els futbolistes professionals van fer vaga i els clubs van alinear a juvenils.
Canales romandria a l'entitat blanca fins a la campanya 89/90, en la qual juga amb el Xerez CD de la Segona B. A la temporada següent fitxa pel CD Logroñés, amb qui qualla la seua millor temporada. És titular en primera divisió, tot jugant 30 partits.
La temporada 91/92 marxa al Deportivo de La Corunya. A l'equip gallec va ser el porter suplent de l'època coneguda com a SuperDepor, a l'ombra de Liaño. En els sis anys a l'esquadra corunyesa, Canales només va jugar 31 partits de lliga. En eixa etapa va guanyar una Copa del Rei i una Supercopa.
A mitjans de la temporada 96/97 marxa a la UD Las Palmas, de Segona Divisió, on seria suplent durant tres temporades. Després de militar a la Universidad de Las Palmas CF (99/00), va retornar a l'Eldense, on va penjar les botes el 2004.
Després de la seua retirada, Canales ha estat entrenador o tècnic de porters d'equips com l'Hèrcules CF o l'Alacant CF